# Axel Wullenkord
Axel Wullenkord (* 1961) ist ein deutscher Wirtschaftswissenschaftler. An der privaten Fachhochschule University of Applied Sciences Europe  (früher Business and Information Technology School) in Iserlohn war er als Dozent für Finanzmanagement tätig.

## Leben und Wirken
Axel Wullenkord promovierte am Lehrstuhl für Controlling von Thomas Reichmann an der Technischen Universität Dortmund. Anschließend arbeitete er als Assistent des Vorstandsvorsitzenden bei Escom, bis er zuerst als Leiter des Bereichs Controlling später als CFO zu Hagenuk wechselte. Zwischen 1999 und 2002 war er in verschiedenen Funktionen bei mg technologies tätig und leitete zuletzt als CEO ein Joint Venture zwischen SAP, der Deutschen Bank und mg technologies.

## Veröffentlichungen
- Unternehmenssteuerung durch den Finanzvorstand (CFO). (mit Matthias J. Rapp) Gabler, Wiesbaden 2011. ISBN 978-3-8349-2569-5
- Praxishandbuch Outsourcing. Vahlen, München 2005. ISBN 3-8006-3224-1
- Business process outsourcing. (mit Andreas Kiefer, Matthias Sure) Vahlen, München 2005. ISBN 3-8006-3140-7
- Kosten- und Erfolgs-Controlling im Konzern. Vahlen, München 1995. ISBN 3-8006-2009-X